# Galactia martioides
Galactia martioides är en ärtväxtart som beskrevs av Arturo Erhardo Erardo Burkart. Galactia martioides ingår i släktet Galactia och familjen ärtväxter. Inga underarter finns listade i Catalogue of Life.